# Areños (Palencia)

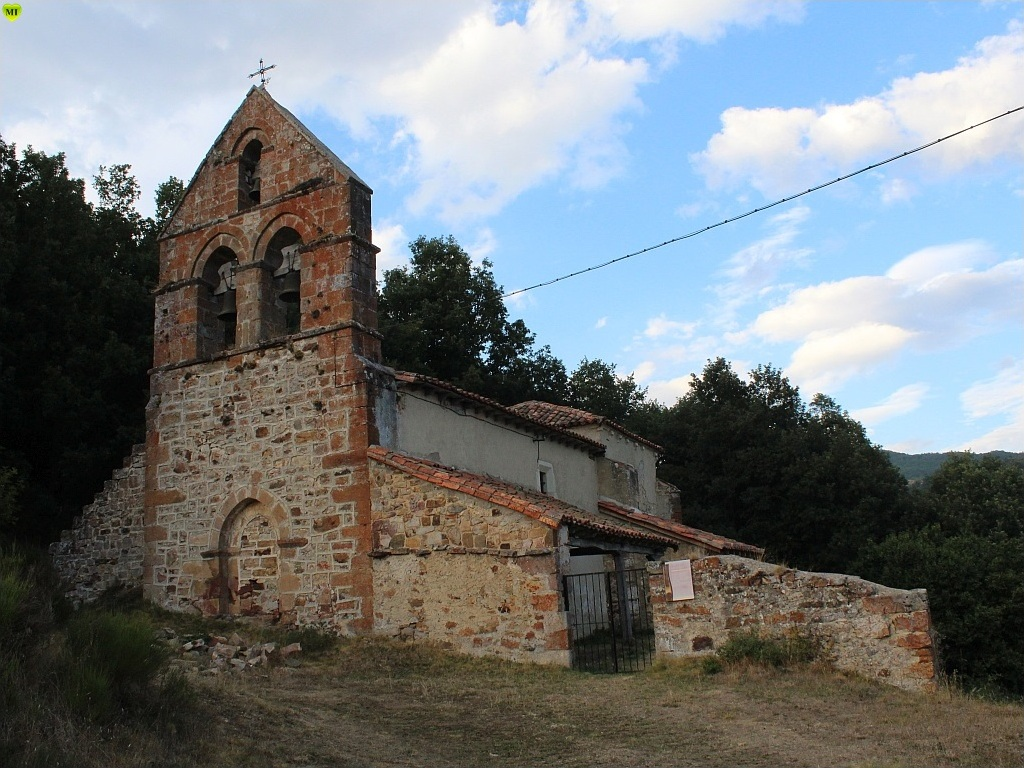
Iglesia de San Miguel Arcángel

Areños es una localidad y pedanía del municipio de La Pernía en la provincia de Palencia, en la comunidad autónoma de Castilla y León, España. Está a una distancia de 6 km de San Salvador de Cantamuda, la capital municipal, en la comarca de Montaña Palentina, y al sur de la sierra de Híjar.

## Historia
En dos diplomas de Alfonso VIII de Castilla, siglo XII, es 'Arenius y Arennos' (nn. 373, 432). 
A la caída del Antiguo Régimen la localidad se constituye en municipio constitucional que en el censo de 1842 contaba con 5 hogares y 26 vecinos, para posteriormente integrarse en Redondo-Areños.
El municipio del La Pernía se constituyó por la unión de los antiguos municipios de San Salvador de Cantamuda, Lores y Redondo-Areños.

## Toponimia
- Los significados posibles son: finca del valle o el lugar del repoblador Arenius.
  - Arenius deriva del latín clásico arena 'arena', o también '´árido, pedregoso', y significaría terreno arenoso.
  - Sin embargo, comprobado que allí no existe arena en cantidad significativa, nos inclinamos por un posible origen ibérico: en euskera ar-enea es 'finca del valle', lo que coincidiría con otros nombres ibéricos cercanos: Vergaño, Vañes, Verdeña, etc.
  - En último caso, quizá también pudiera tratarse de un repoblador llamado Arenius.

## Demografía
Evolución de la población en el siglo XXI
| Gráfica de evolución demográfica de Areños entre 2000 y 2020       |
|                                                                    |
| Población de derecho (2000-2020) según el padrón municipal del INE |

## Patrimonio
- Iglesia de San Miguel Arcángel, es un edificio románico posee una nave central con dos retablos barrocos y una buena escultura de la Virgen y el niño del siglo XVI.

## Cultura

### Fiestas
- Fiesta de San Miguel (29 de septiembre).

## Personas destacadas
- Demetrio Duque y Merino, periodista nacido en Reinosa, descendiente de Areños.